# Menachem Avidom
Menajem Avidom (en hebreo: מנחם אבידום‎); (Stanislaviv, Imperio austrohúngaro, 6 de enero de 1908 - Jerusalén, Israel, 5 de agosto de 1995) fue un compositor israelí. En 1961 fue galardonado con el Premio Israel de Música.

## Biografía
Avidom, nacido como Mendel Mahler-Kalkstein en Stanislaviv, en la Cisleitania del Austria-Hungría el 6 de enero de 1908. Esto lo colocó en Polonia después de la Primera Guerra Mundial. Emigró a Eretz Israel en 1925 y entre 1926 a 1928 estudió en la Universidad Americana de Beirut. Después de continuar sus estudios en el Conservatorio de París (de 1928 a 1931) con Henri Rabaud, se trasladó a Tel Aviv. Entre 1931 y 1934 Avidom trabajó como profesor de música en Egipto. De 1935 a 1946 enseñó teoría musical en el conservatorio y también en el instituto de formación de profesores de Tel Aviv. Desde 1945 hasta 1952 se desempeñó como secretario general de la Filarmónica de Israel. En 1955 fue nombrado director de la Sociedad de Autores, Compositores y Editores de Música de Israel (ACUM); cargo en el que permaneció durante veinticinco años. También fue presidente de la Liga de Compositores de Israel desde 1958 hasta 1971. Su apellido hebreo es la combinación de los nombres de sus hijas Daniella y Miriam (Avi - el padre de; D - de Daniella; O - y; M - de Miriam).
Falleció en Jerusalén el 5 de agosto de 1995.

## Premios

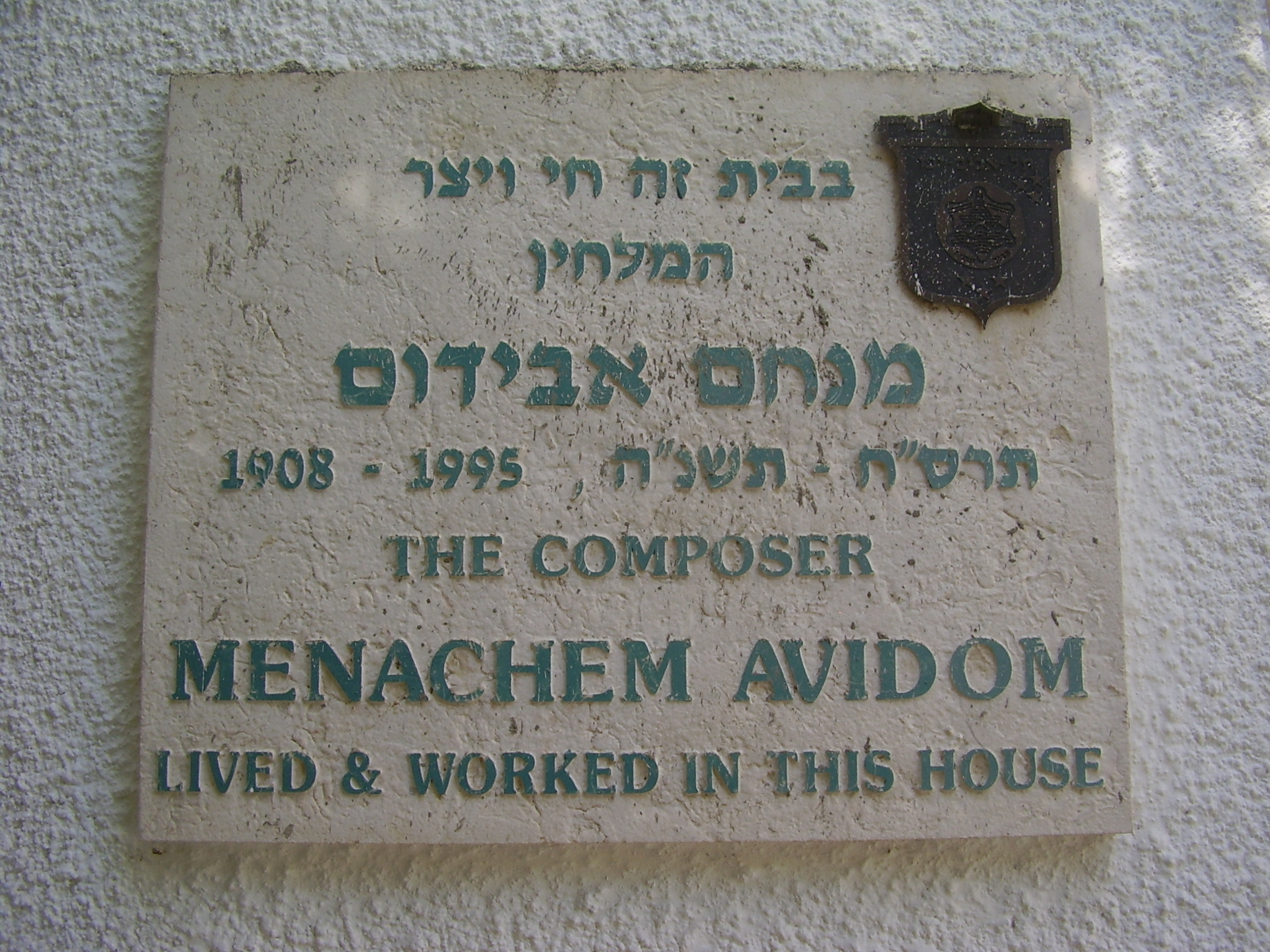
Placa conmemorativa en la casa de Menachem Avidom en la calle Shtand 7 en Tel Aviv

- Premio Joel Engel de la Ciudad de Tel Aviv en 1947 y 1956.
- Premio de la Orquesta Filarmónica de Israel en 1953
- En 1961, Avidom recibió el Premio Israel de Música,[4] en reconocimiento a su ópera Alexandra ha'Hashmonait (Alejandra, la asmonea).
- Premio ACUM de Música: 1962 y 1982 (por el trabajo de su vida)

## Obras
Sus composiciones contienen influencias de las diferentes etapas de su vida: además de influencias eslavas de su juventud, las del impresionismo francés y oriental, especialmente las yemeníes. En la segunda mitad de la década de 1930 compuso música atonal, más tarde encontró un estilo mediterráneo.
Vocal
- En cada generación Comedia musical; Libreto de Leah Goldberg (1955)
- Alejandra la Hasmonea ópera en tres actos; Libreto de Aharon Ashman (1959)
- La ópera de cámara cómica Impostor; Libreto de Dalia Hertz basado en una novela de Ephraim Kishon (1965)
- Luise o The Farewell Radio Opera; Libreto de Dalia Hertz (1968)
- La ropa nueva del emperador Ópera de cámara; Libreto de M. Ohad según Hans Christian Andersen (1976)
- Perlas y corales Ballet para la compañía de ballet Inbal de Sarah Levy-Tanai. En música, Avidom utiliza el folclore yemení (1972) con referencia a sus orígenes.
- El final del Rey Og ópera infantil; Libreto de Sarah Levy-Tanai (1979)
- El primer pecado ópera de cámara en cuatro escenas; Libreto de Aharon Meged (1979)

Otras obras vocales
- Himno Cantata (1956)
- Doce Colinas Cantata (1976)

### Obras orquestales
Sinfonías
- Sinfonía n.º 1 Sinfonía del Pueblo (1945; versión revisada en 1958).
- Sinfonía n.º 2 David (compuesta con motivo del entierro de Theodor Herzl en el Monte Herzl y la victoria de Israel en la Primera Guerra Árabe-Israelí; 1948/49)
- Sinfonía n.º 3 Mediterranean Sinfonietta (1951)
- Sinfonía n.º 4 (1954/55)
- Sinfonía n.º 5 con un ciclo de canciones: La canción de Eilat (1957/58)
- Sinfonía n.º 6 (1958)
- Sinfonía No. 7 Sinfonía Filarmónica (compuesta para el 25 aniversario de la fundación de la Orquesta Filarmónica de Israel; 1961)
- Sinfonía n.º 8 Festival Sinfonietta (1965/66)
- Sinfonía n.º 9 Symphonie variée (1968)
- Sinfonía n.º 10 Sinfonía Brevis (1981)

Otras obras orquestales 
- Concertino para violín y orquesta (1951; el estreno en 1952 fue interpretado por Jascha Heifetz en los Estados Unidos)
- Tríptico sinfónico (1960)
- La cueva de Jotapata Escena dramática para soprano y orquesta de cámara; Textos de Sarah Levy-Tanai (1978)
- Movimientos (técnica dodecafónica, 1979)
- Primavera Obertura (1973)
- Concierto para flauta

### Música de cámara e instrumentos solistas
- Trío de cuerdas Rainbow (compuesto en la técnica dodecafónica, 1938)
- Cuarteto de cuerda n.º 1 Rainbow (técnica dodecafónica, 1945)
- Música para cuerdas (1949)
- Cuarteto de cuerdas n.º 2 (1961)
- Enigma para quinteto de viento madera, piano y percusión (técnica dodecafónica, 1962)
- Suite sobre B-A-C-H para conjunto de cámara (1964)
- Quinteto de viento (1969)
- Suite nupcial yemení para piano (1972)
- ArtHur ruBinStEin Inventionen; Homenaje al pianista Rubinstein (1974)
- Sonata para viola (1984)
- Bachiana en B-A-C-H con motivo del 300 cumpleaños de J. S. Bach. La versión original para piano (1984/85) fue adaptada posteriormente para orquesta de cámara.

## Otras lecturas
- Don Randel. El diccionario biográfico de música de Harvard. Harvard, 1996, pág. 32.

- Datos: Q705340
- Multimedia: Menachem Avidom / Q705340